# Huawei E1550
Huawei Е1550 — 3G USB модем, який є розробкою компанії Huawei Technologies Co. Ltd. Модем може працювати як зі стаціонарним комп’ютером, так і з ноутбуками, планшетами, супутниковими ресиверами, магнітолами, міні-АТС, касовими апаратами, бортовими комп'ютерами автомобілів і ін. Підтримує sim-карти українських мобільних 2G і 3G операторів. Модем широко застосовується за кордоном для роботи з sim-картами мобільних операторів різних країн.

## Особливості розробки в Україні
Модем Huawei Е1550 працює з усіма національними мобільними операторами України: ТриМоб, (Utel), Київстар, МТС і life. Працює в GSM і HSDPA мережах на швидкості до 3,6 Мбіт / с.

## Технічні характеристики та габарити
Розміри модему: 75 × 25 × 12. Вага 50 гр
Huawei Е1550 забезпечує максимальну швидкість інтернету до 3,6 Мбіт / с на прийом і до 384 Кбіт / с на передачу, завдяки роботі в стандарті UMTS - частоті 2100 MHz. Також модем працює на швидкості до 236,8 Кбіт / с в стандарті GSM - частота 850/900/1800/1900 MHz. Модем Huawei Е1550 підтримує технології 3G - HSDPA / UMTS і 2G - GSM / GPRS / EDGE, які дозволяють користуватися інтернетом в Україні і за кордоном.
Модем оснащений слотом під карту micro-sd місткістю до 8 Гб. Наявність слота під карту micro-sd дозволяє використовувати модем як USB-флеш-накопичувач, тобто модем надає інтернет і в той же час можна зберігати на нього інформацію.
До модему можна підключити зовнішню 3G антену за допомогою безконтактного перехідника, тому що на корпусі самого модему Huawei Е1550 отвір під зовнішню антену не передбачений. Мобільні оператори з закордону надають високу швидкість роботи інтернету, тому використання антени не доцільно. Мобільні ж оператори України (Київстар, Мтс і Лайф) не можуть забезпечити стабільний сигнал і високу швидкість, тому бажано використовувати антену для якісної роботи інтернету.

## Сумісництво с операційними системами
3G модем Huawei Е1550 підтримується Windows (2000, XP, Vista, 7, 8) тип системи x32, x64; Android; Mac OS 10.6, 10.7

## Індикація модему
- Зелений індикатор блимає двічі кожні 3 секунди - живлення модему включено.

- Зелений індикатор блимає один раз кожні 3 секунди - реєстрація модему в мережі 2G (GSM / GPRS / EDGE).

- Синій індикатор блимає один раз кожні 3 секунди - реєстрація модему в мережі 3G / 3G + (HSDPA / UMTS).

- Зелений індикатор горить постійно - модем підключений до мережі 2G (GSM / GPRS / EDGE).

- Синій індикатор горить постійно - модем підключений до мережі 3G (UMTS).

- Блакитний індикатор - модем підключений до мережі 3G + (HSDPA). Індикатор не горить - модем відключений від ПК (ноутбука).

## Комплектація
У комплект входить сам модем Huawei Е1550, гарантійний талон з 24 місячної гарантією, інструкція по підключенню модему. Карта micro-sd в комплект поставки не входить. До модему додатково можна придбати usb-подовжувач, зовнішню 3G антену, безконтактний перехідник, 3G Wi-fi роутер. 

## Драйвер
Драйвер розташовується на самому модемі і встановлюється автоматично при першому підключенні модему до комп'ютера або ноутбука (нетбука). Після підключення модему Huawei Е1550 на робочому столі з'явиться вікно, що подає запит на дозвіл встановлення драйвера, необхідно натиснути "дозволити" і "далі" до моменту завершення встановлення. Після цього на робочому столі з'явиться програма для виходу в інтернет.